# Eugnesia solidata
Eugnesia solidata là một loài bướm đêm trong họ Geometridae.